# Fruttero & Lucentini
Hinter den beiden Nachnamen Fruttero & Lucentini (oft auch nur F&L) verbergen sich die beiden italienischen Krimiautoren Carlo Fruttero (1926–2012) und Franco Lucentini (1920–2002). Als erfolgreiches Autorenduo werden sie auch „Die Firma“ (La ditta) genannt. Ihre Romane sind meist nicht nur Krimis, sondern enthalten auch hintergründige Gesellschaftskritik.
Zudem leiteten Fruttero & Lucentini gemeinsam von 1961 bis 1986 das Science-Fiction-Magazin Urania, das bei Mondadori in Mailand erscheint und übersetzten für den Verlag Einaudi in Turin.

## Werke
Hinweis: Die Jahreszahlen beziehen sich bei übersetzten Werken auf die deutsche Ausgabe, das Erscheinungsjahr der Originalausgabe findet sich hinter dem Originaltitel und dem Originalverlag.
- 1969: Il Libro dei nomi di battesimo: la giusta guida al nome giusto, Mondadori, Mailand
- 1971: L'idraulico non verrà, Mario Spagnol Editore, Mailand
- 1974: Die Sonntagsfrau (La donna della domenica, Mondadori, 1972), Piper, München, übers. v. Herbert Schlüter, ISBN 3-492-02044-5.
- 1974: L'Italia sotto il tallone di, Mondadori
- 1981: Wie weit ist die Nacht (A che punto è la notte, Mondadori, 1979), Piper, München, übers. v. Herbert Schlüter u. Inez De Florio-Hansen, ISBN 3-492-02590-0.
- 1982: La cosa in sé. Rappresentazione in due Atti e una Licenza, Einaudi, Turin
- 1986: Der Palio der toten Reiter (Il palio delle contrade morte, Mondadori, 1983), Piper, München, übers. v. Burkhart Kroeber, ISBN 3-492-02945-0.
- 1987: Du bist so blass. Eine Sommergeschichte (Ti trovo un po' pallida, Longanesi, Mailand 1981), Piper, München, übers. v. Dora Winkler, ISBN 3-492-10694-3.
- 1986: Der Liebhaber ohne festen Wohnsitz (L' amante senza fissa dimora, Mondadori, 1986), Piper, München, übers. v. Dora Winkler, ISBN 3-492-03147-1.
- 1988: La manutenzione del sorriso
- 1991: Die Wahrheit über den Fall D. (La verità sul caso D., Einaudi, Turin 1989), Piper, München, übers. v. Burkhart Kroeber, ISBN 3-492-03445-4.
- 1991: Die Farbe des Schicksals (Il colore del destino, Mondadori, 1987), Piper, München, übers. v. Burkhart Kroeber, ISBN 3-492-11496-2.
- 1992: Ein Hoch auf die Dummheit: Porträts, Pamphlete, Parodien (La prevalenza del cretino, Mondadori, 1985), Piper, München, übers. v. Pieke Biermann, ISBN 3-492-22471-7.
- 1992: Il quarto libro della fantascienza,
- 1993: Das Geheimnis der Pineta (Enigma in luogo di mare, Mondadori, 1991), Piper, München, übers. v. Burkhart Kroeber, ISBN 3-492-03571-X.
- 1993: Incipit: 757 inizi facili e meno facili. Un libro di quiz e di lettura, Mondadori
- 1994: Kleines Ferienbrevier (Breve storia delle vacanze, La Stampa, Turin 1993), Piper, München, übers. v. Burkhart Kroeber, ISBN 3-492-11995-6.
- 1995: Der rätselhafte Sinn des Lebens: ein philosophischer Roman (Il significato dell’esistenza, Mondadori, 1975), Piper, München, übers. v. Dora Winkler, ISBN 3-492-03799-2.
- 1995: La morte di Cicerone, Il nuovo melangolo, Genua
- 1998: Il nuovo libro dei nomi di battesimo, Mondadori
- 2000: I Nottambuli, Avagliano, Rom
- 2002: I ferri del mestiere, Einaudi
- 2002: Viaggio di nozze al Louvre, Allemadi
- 2003: Il cretino in sintesi, Mondadori

## Übersetzungen
- Robert Louis Stevenson: Lo strano caso del Dr. Jekyll e del Sig. Hyde, Einaudi, Übers. vom Englischen ins Italienische
- Jules Verne: Viaggio al centro della terra, Einaudi, Übers. vom Französischen ins Italienische

## Verfilmungen
- 1975 – Die Sonntagsfrau (La donna della domenica) – Regie: Luigi Comencini (mit Marcello Mastroianni, Jacqueline Bisset)
- 1993 – Verschwörung im Dunkeln (A che punto è la notte?) – Regie: Nanni Loy (mit Marcello Mastroianni)